# مارليس غور

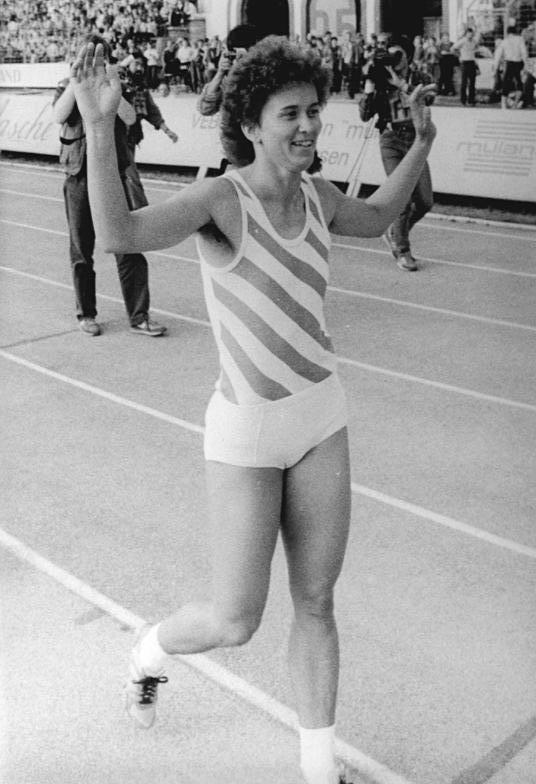
مارليس غور في سنة 1984

مارليس غور (بالألمانية: Marlies Göhr) هي عدائة مسافات قصيرة ألمانية شرقية ولدت في يوم 21 مارس 1958 في مدينة غيرا في ألمانيا الشرقية، أبرز إنجازاتها كان فوزها بالميدالية الذهبية في سباق 4×100 متر في دورة الألعاب الأولمبية الصيفية 1976 في مونتريال و دورة الألعاب الأولمبية الصيفية 1980 في موسكو، كما فازت بالميدالية الفضية في سباق 100 في الألعاب الأولمبية الصيفية 1980 في موسكو وفازت بميدالية فضية أخرى مع فريقها في سباق 4×100 متر في دورة الألعاب الأولمبية الصيفية 1988 في سيئول في كوريا الجنوبية، فازت بالميدالية الذهبية أيضاً في سباق 100 متر في بطولة العالم لألعاب القوى 1983 في هلسنكي.

## روابط خارجية
- مارليس غور على موقع الاتحاد الدولي لألعاب القوى (الإنجليزية)
- مارليس غور على موقع اللجنة الأولمبية الدولية (الإنجليزية)
- مارليس غور على موقع أوليمبيديا (الإنجليزية)